# Helikopterförsöksförbandet
Helikopterförsöksförbandet (HKP F) var ett försöksförband inom svenska marinen som verkade åren 1975–1982. Förbandsledningen var förlagd i Haninge garnison i Västerhaninge.

## Historik
Helikopterförsöksförbandet kom till genom de olika betänkanden från Försvarets fredsorganisationsutredning (FFU). Den 15 november 1974 fick ÖB i uppdrag från riksdagen att på försök organisera marinens och flygvapnets tunga och marinens lätta helikoptrar i ett gemensamt förband. Det nya förbandet underställdes Chefen för Marinen (CM), medan förbandschefen hämtades från Flygvapnet. Efter försöksperioden skulle förbandet utvärderas och Chefen för Marinen skulle därefter lämna förslag till framtida organisation. Tanken med en sammanslagen organisation var att Flygvapnet och Marinens helikopterbesättningar skulle kunna utföra varandras uppdrag.
Lydnadsförhållandet för förbandet var att under insatsberedskap var förbandet underställd respektive militärbefälhavare eller örlogsbaschef. Detta beroende på var i Sverige man hade beredskap. Vidare skulle förbandet beakta förfrågningar från det civila samhället med att bistå i olika räddningsaktioner.
Den 1 oktober 1975 organiserades förbandet i Berga. Förbandet kom till en början att bestå av marinens 1. helikopterdivisionen och 2. helikopterdivisionen samt Flygvapnets räddningsgrupper i Barkarby och Ronneby. Från den 1 oktober 1976 lokaliserades även chef med förbandsstab till Berga. Den 12 januari 1977 omlokaliserades Helikoptergrupp F 17 Barkarby till Berga, senare samma år tillkom även helikoptergrupperna i Söderhamn och Luleå.
År 1977 tillsattes en arbetsgrupp med uppgift att utvärdera försöksverksamheten. Den 24 april 1979 överlämnade en arbetsgrupp sin utredning till Marinchefen Per Rudberg, där de redovisade förslag till gemensam organisation. Två månader senare, den 26 juni 1979, överlämnade Marinchefen utredning till ÖB, vilket utmynnade i att verksamheten fick fortsätta tills beslut om organisationen fattades av riksdag. Den 30 april 1980 redovisade ÖB Lennart Ljung verksamheten för Regeringen Fälldin, där han i stort ansåg att försöksförbandet skulle permanentas. Dock ansåg han att förbandet skulle ha en uppdelad organisation mellan Flygvapnet och Marinen. Den 18 december 1980 beslöt regeringen att anskaffning och omsättning av helikoptermateriel, utnyttjande, utbildning och underhåll skall samordnas inom försvaret. Vidare skulle ett särskilt fack inrättas benämnt Helikopterverksamhet inom Flygvapnet. Dock skulle Marinchefen under en övergångsperiod kvarstå som sammanhållen myndighet för marinens och flygvapnets tunga och marinens lätta helikoptrar. Vidare skulle ÖB senast den 1 december 1981 lämna en konsekvensanalys till regeringen. Den 8 december 1981 överlämnade ÖB sitt förslag på samordningsfrågor samt redogjorde för de konsekvenser som skulle uppstå med samlad respektive försvarsgrensuppdelad organisation.
Inför Riksdagsvalet i Sverige 1982 beslutade regeringen den 12 augusti 1982 att Helikopterförsöksförbandet från och med den 1 oktober 1982 skulle avvecklas. Det nyss organiserade facket Helikopterverksamhet, skulle även det avbrytas. Istället skulle helikopterförbanden ledas av respektive försvarsgrenschef. Den helikoptergrupp från Ronneby vilken varit lokaliserad till Berga, omlokaliseras till Ronneby. Samtliga avvecklingsåtgärder skulle vara genomförda till den 1 juli 1983.

## Efterspel
Helikoptergrupp F 17 Berga, vilken var en flygräddningsgrupp som från början tillhört Svea flygflottilj (F 8), överfördes 1967 administrativt till Blekinge flygflottilj (F 17), men kvarstod vid Barkarby. Den kom nu från den 1 juli 1983 att omlokaliseras och integrerades i Blekinge flygflottilj. Dock kom den att från en helikoptergrupp istället bilda en helikopterdivision. Detta då den tidigare helikoptergrupp vid Barkarby som överförts till Berga 1977, överfördes till Ronneby. Helikopterdivisionen blev Flygvapnets näst största division i antal personer i flygtjänst, efter Transportdivisionen vid Skaraborgs flygflottilj (F 7). År 1987 bildade även Marinen en helikopterdivision i Ronneby, 13. helikopterdivisionen.
Efter försvarsutredning 1988 föreslog regeringen att en helikopterflottilj med verkstad skulle lokaliseras till de övertaliga fastigheterna inom Tullingeetablissemanget. Någon helikopterflottilj blev dock inte verklighet förrän i slutet av 1990-talet, då Helikopterflottiljen bildades som ett försvarsmaktgemensamt förband, där samtliga helikopterförband inom Försvarsmakten samlades inom en flottilj. 

## Materiel vid förbandet
- 1975–1982: Hkp 4A [b]
- 1975–1982: Hkp 4C [c]
- 1975–1982: Hkp 6B [d]
- 1977–1982: Hkp 4B [e]

## Förbandschefer
- 1979–1982: Bert Stenfeldt [f]

## Namn, beteckning och förläggningsort
| Helikopterförsöksförbandet | 1975-10-01 | – | 1982-09-30 |

| HKP F | 1975-10-01 | – | 1982-09-30 |

| Berga helikopterflygplats (B) | 1975-10-01 | – | 1982-09-30 |
| Barkarby flygplats (B)        | 1975-10-01 | – | 1977-??-?? |
| Luleå flygplats (B)           | 1977-??-?? | – | 1982-09-30 |
| Söderhamns flygplats (B)      | 1977-??-?? | – | 1982-09-30 |
| Ronneby flygplats (B)         | 1977-01-12 | – | 1982-09-30 |